# Valderas (kommun)
Valderas är en kommun i Spanien.   Den ligger i provinsen Provincia de León och regionen Kastilien och Leon, i den nordvästra delen av landet, 240 km nordväst om huvudstaden Madrid. Antalet invånare är 1 943. Arean är 99 kvadratkilometer. Valderas gränsar till Villaquejida, Campazas, Fuentes de Carbajal, Gordoncillo, La Unión de Campos, Valdunquillo, Castroverde de Campos, Villanueva del Campo, Roales de Campos och Matilla de Arzón (kommunhuvudort). 
Terrängen i Valderas är huvudsakligen platt.